# Olivier Magis
 (octobre 2022).
Olivier Magis est un cinéaste belge né à Bruxelles le 28 février 1978.

## Biographie
Olivier Magis est diplômé en réalisation à l'Institut des arts de diffusion (IAD) après y avoir réalisé son film de fin d'étude "Le Secret des Dieux" en 2004. Ce court métrage, faux documentaire, utilise la crise de la vache folle comme prétexte d'un récit d'enquête, afin d'interroger le rapport critique entre spectateurs et médias. Selon Muriel Andrin, professeure en écriture et analyse cinématographiques de l'Université Libre de Bruxelles, "Magis kidnappe les images télévisées au profit d'un autre récit, faux documentaire, docu-fiction, inscrivant son film dans la lignée de ceux imaginés par Peter Watkins ou William Karel, sur le fil liminaire de la rencontre entre le réel et imaginaire".  
En 2005, il intègre l'équipe d'Alterface Projects. Il y scénarise et réalise des films destinés à l'installation interactive Future Dome du centre scientifique Our Dynamic Earth, à Edimbourg.   
Entre 2007 et 2010, il devient réalisateur du journal télévisé de la RTBF.  
En parallèle, il travaille comme assistant à la mise en scène au théâtre. Il collabore avec Nele Paxinou au sein de la troupe itinérante des Baladins du Miroir (Tristan et Yseut, écrit par Paul Emond), Olivier Antoine à l'école supérieure des arts du cirque de Bruxelles (Aphasia, spectacle de fin d'étude) ainsi que Sofia Betz à l'Atelier 210 (De la nécessité des grenouilles, écrit par Virginie Thirion). 
En 2013, il réalise son premier documentaire de création : Ion. Produit par Dérives (Luc et Jean-Pierre Dardenne, Julie Frères), ce film relate l'histoire de Ion Beleaua, ancien réfugié politique, handicapé de la vue, qui travaille comme auxiliaire de police à Liège. Diffusé à la RTBF et primé dans de nombreux festivals internationaux, le documentaire obtient également la Mention Spéciale au Prix SCAM découverte, section audiovisuelle. 
Les Fleurs de l'Ombre, son second documentaire, sort en 2014. En Roumanie, le cinéaste s'immisce dans un concours de Miss destiné aux femmes handicapés de la vue. Cette compétition organisée par l'Association des Aveugles de Roumanie n'est pas ordinaire : elle récompense la beauté intérieure des participantes. 
Il réalise ensuite deux épisodes de la collection documentaire télévisuelle "Babel Express", diffusée en 2015 sur Arte et la RTBF. L'année suivante, il collabore à la série documentaire Archibelge!, qui dresse avec humour un panorama absurde de l'architecture belge. Cette trilogie, diffusée sur la RTBF et CANVAS, "raconte notre pays à travers son architecture, son urbanisme et le regard de ceux qui les habitent",. Olivier Magis réalise le premier épisode, intitulé Bruxelles, ou la quête d'identité. 
Son premier court-métrage de fiction, May Day, sort en 2017. Co-réalisé avec Fedrik De Beul, ce film plonge le spectateur au cœur d'un travail mis aux enchères. Diffusé sur la RTBF, BeTV, CANVAS, Canal+, TV5 Monde, May Day est sélectionné dans 150 festivals internationaux, récompensés à plusieurs reprises et sélectionné dans la shortlist des Oscars 2019,. 
En 2019, il achève Un Autre Paradis (titre anglais : Another Paradise), un documentaire qui relate la tragédie des habitants de l'archipel des Chagos, secrètement expulsés de leurs îles pendant la guerre froide par les autorités britanniques. La Première mondiale du film a lieu au Festival International du Documentaire Sheffield Doc/Fest, dans un contexte de tensions diplomatiques entre le Royaume-Uni et l'île Maurice concernant la souveraineté des îles Chagos. Le film est ensuite diffusé sur la RTBF, CANVAS, Al Jazeera English, YLE et France Ô (titre : Les Oubliés de Sa Majesté).   
Olivier Magis est par ailleurs enseignant en audiovisuel à l'École Supérieure de Réalisation Audiovisuelle (ESRA) de Bruxelles. Il donne aussi des formations, organisées par l'asbl Le P'tit Ciné, aux enseignants de la Fédération Wallonie-Bruxelles.   

## Filmographie
- 2004 : Le Secret des Dieux (court-métrage faux documentaire)
- 2013 : Ion (documentaire)
- 2014 : Les Fleurs de l'ombre (documentaire)
- 2015 : Babel Express (série documentaire TV)
- 2015 : Archibelge-Bruxelles (documentaire TV)
- 2017 : May Day (court-métrage de fiction, co-réalisé avec Fedrik De Beul)
- 2019 : Un Autre Paradis (documentaire)

## Récompenses
- Grand Prix toutes catégories au Festival International du film indépendant de Bruxelles pour Le Secret des Dieux[17].
- Grand Prix et Prix du public au Festival du Court–Métrage HEC, Jouy-en-Josas (France) pour Le Secret des Dieux[18].
- Prix des Auteurs de la SACD-SCAM au Festival Media 10/10 pour Le Secret des Dieux, Namur, 2004[19].
- Prix du scénario au Festival "Le Court en dit Long" pour Le Secret des Dieux, Paris, 2005[20].
- Prix du Premier film professionnel au Festival du film documentaire Traces de vie pour Ion, Clermont-Ferrand/Vic-le-Comte, 2013[21].
- Prix du Jury et Prix du Public au Festival International du Film Documentaire Aux écrans du réel pour Ion, Le Mans, 2013.
- Grand Prix au Festival du Film Cinéma et Sciences - A Nous de Voir pour Ion, Oullins, 2014[22],[23].
- Grand Prix du meilleur documentaire à l'International Disability Film Festival Breaking down barriers pour Ion, Moscou, 2016.
- Mention Spéciale au Prix SCAM Audiovisuel - découverte pour Ion, Paris, 2015.
- Prix du meilleur documentaire (ex-aequo) au South East European Film Festival pour Les Fleurs de l'Ombre, Los Angeles, 2015[24].
- Grand Prix du court-métrage au WIFF (Warsaw International Film Festival) pour May Day, Varsovie 2017.
- Prix Spécial du jury à l'Asiana International Short Film Festival pour May Day, Séoul 2017.
- Prix du jury, Prix du public, Prix du meilleur acteur, Mention Spéciale au Prix de la presse au Leuven International Short Film Festival (compétition flamande), pour May Day, Louvain 2017[25],[26].
- Prix du Meilleur Scénario & Prix des festivals Connexion-Auvergne-Rhône-Alpes au Festival du Film Court de Villeurbanne pour May Day, 2017.
- Prix du meilleur film étranger au NYC Short Film Festival, New-York pour May Day, 2018.
- Prix du jury et Prix du public au Festival International du film Courts d'un soir pour May Day, Montréal 2018.
- Prix de la Nuit du court métrage engagé pour May Day au Festival International du Film d'Aubagne, 2018[27].
- Prix du Meilleur film de fiction au Sao Paulo Film Festival pour May Day, 2018[28].